# Iesso
La antigua ciudad ibero-romana de Iesso (en íbero ), mencionada por fuentes documentales de época romana (Plinio el Viejo y Claudio Ptolomeo), se identifica con plena seguridad con el yacimiento arqueológico conservado bajo la villa de Guisona (provincia de Lérida, España) y en los campos de cultivo de sus alrededores. 
La existencia de este yacimiento, uno de los más importantes de Cataluña de la época romana, ya intuida por eruditos del siglo XVI, Pons de Icart y el padre A. Agustín, siendo corroborada por los resultados de las excavaciones llevadas a cabo por el Instituto de Estudios Catalanes en 1933 de la mano de Josep Colomines. Después, y sobre todo gracias a las exploraciones arqueológicas que, de manera discontinua pero amplia, se han ido desarrollando en el curso de los dos últimos decenios, se han obtenido nuevos datos que dejan constancia y corroboran la importancia de este yacimiento y su gran interés científico, histórico y museográfico. 

## Historia
El estudio de las estratigrafías permiten interpretar su evolución histórica a partir de un primer poblado protohistórico datable entre el siglo VII a. C. y la primera mitad del siglo IV a. C., aún poco estudiado, centrado en la zona de la plaza del Vell Pla. En época ibérica, tan solo debía existir algún pequeño hábitat, ya que la arqueología no ha detectado la presencia de un poblado propiamente dicho datable en aquel periodo. La fundación de la ciudad romana se produjo a principios del siglo I a. C., momento a partir del cual se suceden sin discontinuidad los diferentes niveles de construcciones hasta el Bajo imperio. 
El actual estado de la investigación permite hacer una primera hipótesis interpretativa de la estructura urbanística de la ciudad, de planta poligonal, que tendría unas 18 hectáreas de extensión y una red ortogonal de calles siguiendo los parámetros propios del urbanismo de las ciudades romanas de la época. 
Entre otros elementos urbanos conservados de la ciudad romana se tiene que destacar un buen tramo de la muralla —que en origen debería tener unos 280 metros lineales—, una de sus puertas de entrada y una de las calles principales: El cardo máximus, que debía medir unos 560 metros. Del primer momento de la ciudad son los restos de unas termas, de gran interés por su valor arquitectónico y por su significación respecto a las características de la ciudad en sus momentos iniciales. Se tienen que destacar, también, las dos áreas de necrópolis hasta ahora conocidas, una al noroeste de la ciudad, datable del Alto Imperio romano  y que ha dado piezas notables, como un caballero de bronce y una lápida con una inscripción latina en verso, y la otra, alrededor de la actual iglesia de Santa María, de época bajo-imperial. 
La ciudad romana de Iesso ocupaba una extensión superior a la de la villa medieval y moderna, lo que hace que sea un caso excepcional dentro del conjunto de las ciudades romanas de Cataluña. Por otra parte, su área de influencia fue muy amplia, siguiendo el concepto romano de la ciudad como entidad formada indisolublemente por el núcleo urbano y su territorio, el cual incluiría la actual comarca de la Segarra y parte de la de Urgell. 